# Гудвин, Рон
Рон Гудвин (англ. Ron Goodwin; 16 сентября 1922, Париж — 2003, Бримптон) — английский композитор.

## Биография
Родился 17 февраля 1925 года в Плимуте, графство Девон. Отец, Джеймс Гудвин — полицейский, мать — Бесси Вайолет (урожденная Годслэнд).
После школы некоторое время работал клерком в страховой компании, затем устроился переписчиком в издательство Campbell, Connelly & Co. Одновременно посещал занятия в лондонской музыкальной школе Гилдхолл, где изучал искусство аранжировки.
В 1945 году становится ведущим аранжировщиком компании Bron Associated Publishers в которой на протяжении нескольких лет работал с ведущими британскими оркестрами.
С 1950 года был музыкальным директором в звукозаписывающей компании Parlophone, и сотрудничал с продюсером Джорджем Мартином.
Вскоре заключает контракт с британским отделением кинокомпании Metro-Goldwyn-Mayer.
Был женат на Хизер Гудвин. Имел ребёнка.
Скончался 8 января 2003 года в своем доме в Бримптоне недалеко от Рединга в графстве Беркшир.

## Награды
- Три премии Ivor Novello «За достижения всей жизни»

- Безумие (1973)[2]

Номинация на премию Золотой глобус, за «Лучший саундтрек».

## Фильмография

### Композитор
- 1986 Валгалла
- 1979 Космонавт и Король Артур
- 1978 Отряд 10 из Наварона
- 1977 Свеча в ботинке
- 1975 Пропавший динозавр
- 1972 Безумие
- 1969 Битва за Англию
- 1969 Бросок в Монте-Карло
- 1968 Орлиное гнездо
- 1966 Капкан
- 1965 Убийство по алфавиту
- 1965 Мистер Питкин: Ранняя пташка
- 1965 Воздушные приключения
- 1965 Операция «Арбалет»
- 1964 Эскадрилья 633
- 1964 Бремя страстей человеческих
- 1964 Дети проклятых
- 1963 После похорон
- 1963 Следуя за парнями
- 1962 В 16.50 из Паддингтона
- 1962 День триффидов
- 1960 Деревня проклятых